# Takao Ogawa
Pour les articles homonymes, voir Ogawa.
 (février 2024).
La mise en forme du texte ne suit pas les recommandations de Wikipédia : il faut le « wikifier ».
Les points d'amélioration suivants sont les cas les plus fréquents. Le détail des points à revoir est peut-être précisé sur la page de discussion.
- Les titres sont pré-formatés par le logiciel. Ils ne sont ni en capitales, ni en gras.
- Le texte ne doit pas être écrit en capitales (les noms de famille non plus), ni en gras, ni en italique, ni en « petit »…
- Le gras n'est utilisé que pour surligner le titre de l'article dans l'introduction, une seule fois.
- L'italique est rarement utilisé : mots en langue étrangère, titres d'œuvres, noms de bateaux, etc.
- Les citations ne sont pas en italique mais en corps de texte normal. Elles sont entourées par des guillemets français : « et ».
- Les listes à puces sont à éviter, des paragraphes rédigés étant largement préférés. Les tableaux sont à réserver à la présentation de données structurées (résultats, etc.).
- Les appels de note de bas de page (petits chiffres en exposant, introduits par l'outil «  Source ») sont à placer entre la fin de phrase et le point final[comme ça].
- Les liens internes (vers d'autres articles de Wikipédia) sont à choisir avec parcimonie. Créez des liens vers des articles approfondissant le sujet. Les termes génériques sans rapport avec le sujet sont à éviter, ainsi que les répétitions de liens vers un même terme.
- Les liens externes sont à placer uniquement dans une section « Liens externes », à la fin de l'article. Ces liens sont à choisir avec parcimonie suivant les règles définies. Si un lien sert de source à l'article, son insertion dans le texte est à faire par les notes de bas de page.
- La présentation des références doit suivre les conventions bibliographiques. Il est recommandé d'utiliser les modèles {{Ouvrage}}, {{Chapitre}}, {{Article}}, {{Lien web}} et/ou {{Bibliographie}}. Le mode d'édition visuel peut mettre en forme automatiquement les références.
- Insérer une infobox (cadre d'informations à droite) n'est pas obligatoire pour parachever la mise en page.

Pour une aide détaillée, merci de consulter Aide:Wikification.
Si vous pensez que ces points ont été résolus, vous pouvez retirer ce bandeau et améliorer la mise en forme d'un autre article.
Takao Ogawa (小川隆夫), né le 7 août 1950 à Tokyo, est un écrivain, journaliste musical, producteur de musique, compositeur, guitariste et chirurgien orthopédiste japonais.
Il est connu pour son travail dans divers domaines musicaux, en particulier le jazz, et en tant que collectionneur de l'édition complète des albums de Blue Note,.

## Biographie

### Enfance et formation
Ogawa a appris la guitare classique dès son plus jeune âge et a formé un groupe au lycée.
Il a ensuite poursuivi une carrière en médecine, tout en jouant de la guitare jazz dans un groupe. Au cours des quarante années suivantes, Ogawa a écrit des notes de pochette pour plus de 3 000 disques et CD de musiciens de jazz américains/européens/japonais et a produit des CD.
Il a interviewé plus de 1 000 musiciens et personnes apparentées parmi lesquels Miles Davis (1985-1990),, Art Blakey (1982-1991), Sonny Rollins (1986-2001), Oscar Peterson (1987), Dexter Gordon (1982-1984), Herbie Hancock (1985-2019), Keith Jarrett (2001), Charlie Watts (1989, 1990), Toshiko Akiyoshi (1984-2016),  Sadao Watanabe (1985-2021), Terumasa Hino (1983-2021), Alfred Lion (1985, 1986), Bob Weinstock (1999), Orrin Keepnews (2000) et Creed Taylor (2009). Ogawa s'est lié d'amitié avec Miles Davis en 1985 et a écrit sept livres sur lui,. Il a écrit de nombreux articles et livres principalement sur le jazz et a formé Selim Slive Elementz, un groupe de free jazz rock électrique en 2016, en hommage à Miles Davis.
Ogawa a commencé à apprendre la guitare classique à l'âge de 10 ans et il a été impressionné par le style de guitare de João Gilberto qu'il a entendu sur l'album Getz/Gilberto à l'âge de 13 ans. Cela a suscité son intérêt pour la Bossa nova. À cette époque, il forme un groupe dans le même style que The Ventures, avec ses camarades de lycée. Ogawa a joué des chansons folkloriques américaines dans un groupe, joué dans des stations de radio et des salles de concert et joué avec un groupe de Rythme and blues dans les discothèques de Tokyo,. Ogawa est entré à l'Université de médecine de Tokyo en 1970. Il a commencé à jouer de la guitare jazz dans un groupe de jazz parallèlement à ses activités médicales dans des groupes de rock et a étudié la guitare jazz et le solfège chez « An Music School » en 1971. Ogawa a formé un groupe de jazz avec des étudiants de la même école et a joué dans des cafés de jazz et des salons d'hôtel à Tokyo. Après cela, son travail scolaire en tant qu'étudiant de médecine est devenu très exigeant, il a donc abandonné toutes ses activités musicales avec son groupe.
En 1977, Ogawa obtient son diplôme de médecine et entre au cabinet médical de l'hôpital universitaire. De 1981 à 1983, il a vécu à New York en tant qu'étudiant diplômé, et a étudié la réhabilitation à l'Université de New York,. À cette époque, il a fait la connaissance de Wynton Marsalis et de son frère Branford et de Art Blakey qui vivaient tous dans l'immeuble à côté de chez lui, ainsi que de Max Gordon, le propriétaire de Village Vanguard et beaucoup d'autres musiciens,.

### Carrière
Après son retour au Japon en 1983, Ogawa a commencé à travailler comme critique musical, traducteur, journaliste et producteur d'événements musicaux, de jazz en particulier.
En 1985, il rencontre Alfred Lion, le fondateur de Blue Note Records, et lorsque Lion arrive au Japon l'année suivante, il voyage avec Ogawa comme son médecin. Cette année-là, Ogawa a interviewé Miles Davis, ce qui a conduit à une amitié de longue date entre eux. Au moment où Miles a quitté ce monde en 1991, Ogawa avait eu près de 20 entretiens et rencontres avec Miles et, sur la base de ces expériences, il a publié « The truth about Miles Davis » et « Miles Speaks – Everything that Miles Davis told »,.
Dans les années 1990, il lance des labels tels que Glass House (Pioneer LDC), Savoy (Nippon Columbia), et Novus-J (BMG Victor) à New York et à Chicago.
En 1992, Ogawa produit des albums de Kenny Werner, Dennis Chambers, Marc Copland, le claviériste Adam Holzman qui a joué avec Miles Davis, Bob Mintzer, Curtis Fuller et d'autres artistes des productions Flatout.
Depuis 2010, Ogawa se concentre sur les entretiens avec des musiciens japonais, notamment sur la situation du jazz japonais après la Seconde Guerre mondiale et le développement du jazz. Il a écrit « Jazz in Japan through Testimonials » et a présenté ces musiciens japonais à travers des livres tels que « Legendary Live in Japan – Jazz History Revealed through Records and Memories » et « All Recordings of Jazzmen Visiting Japan from 1931 to 1979 ».
En 2016, il forme Selim Slive Elementz, un groupe à la mémoire de Miles Davis, avec les principaux musiciens de jazz de clubs japonais. Ils se sont produits au Tokyo Jazz Festival au WWWX, "Shinjuku Pit-in", "Motion Blue Yokohama", "Shibuya JZ Brat", "Haretara Sorani Mame Maite (il fait beau, jette des haricots dans le ciel)".
En 2017, ils sortent leur premier album, « Resurrection » (T5 Jazz Records) et « Voice » (Flatout/Ultra-Vybe) en 2019.
Ogawa anime régulièrement des émissions de radio sur NHK-FM et d'autres stations de radio telles que « Jazz Miles », une émission de radio sur Miles Davis diffusée sur la station NHK au Japon,.
Ogawa est, par ailleurs, Directeur du Service Orthopédique à la Clinique Centrale de Tokyo, au Japon.

## Reconnaissance
En 2015, Ogawa a reçu le Music Pen Club Music Award pour son travail : Jazz in Japan through Testimonials/ 証言で綴る日本のジャズ.

## Œuvres

### Ouvrages sur la musique
- My Neighbor, Wynton となりのウイントン  (NHK Publishing) 2006, Language: Japanese  (ISBN 4-14-081152-8)
- Jazz in Japan through Testimonials 証言で綴る日本のジャズ" (Komakusa Publishing) 2015, Language: Japanese  (ISBN 978-4-905447-71-9)
- The Truth about Miles Davis マイルス·デイヴィスの真実  (Kodansha + α Bunko) 2016, Language: Japanese  (ISBN 978-4-06-281691-5)
- Miles Speaks - Everything that Miles Davis Told マイルス·デイヴィスが語ったすべてのこと. (Kawade Shobo Shinsha) 2016, Language: Japanese  (ISBN 978-4-309-27770-7)
- A True Story of Blue Note – Revised Edition 改訂版ブルーノートの真実  (Tokyo Kirarasha) 2019, Language: Japanese  (ISBN 978-4-903883-46-5)
- Encyclopedia of Miles Davis マイルス·デイヴィス大事典  (Shinko Music Entertainment) 2023, Language: Japanese  (ISBN 978-4-401-65118-4)
- All Recordings of Jazzmen Who Visited Japan 1931 -1979 · History of the Development of Japanese Jazz with Records 来日ジャズメン全レコーディング1931−1979 · レコードでたどる日本ジャズ発展史  (Shinko Music Entertainment) 2023, Language: Japanese  (ISBN 978-4-401-65335-5)
- The Golden Age of Jazz Clubs - NY Jazz Diary 1981-1983 · ジャズ · クラブ黄金時代 - NYジャズ日記　1981-1983 (Shinko Music Entertainment) 2023, Language: Japanese  (ISBN 978-4-401-65424-6)

### Discographie (en tant que producteur)
- Peter Erskine : Sweet Soul, CD, 1991, Novus-J/BMG Victor Inc.
- Bob Mintzer: I Remember Jaco, CD, 1991, Novus-J/BMG Victor Inc.[56]
- Curtis Fuller: Blues - ette Part II, Album, 1993, Savoy/Columbia Music Entertainment[57].
- Adam Holzman: In a Loud way, Album, 1992, Manhattan Records[58].
- Marc Copland: Stompin' with Savoy, CD, 1995, Savoy/Columbia Music Entertainment[59].
- Denis Chambers:：Getting Even, CD, Album, 1998, Glass House/Pioneer LDC, Inc.[37]
- Selim Slive Elementz: Resurrection, CD, Album, 2017, T5 Jazz Records (Vivid Sound Corporation)[47].